# Бутин (село)
Бу́тин (укр. Бутин) — село в Вишневецкой поселковой общине Кременецкого района Тернопольской области Украины.
До 2020 года входило в Збаражский район.
Код КОАТУУ — 6122480801.

## Географическое положение
Село Бутин находится на левом берегу реки Горынь, выше по течению на расстоянии в 1 км расположено село Млыновцы (Кременецкий район), ниже по течению на расстоянии в 1 км расположено село Загородье, на противоположном берегу — сёла Поляны и Мышковцы.

## Население
Население по переписи 2001 года составляло 608 человек.

### Языковой состав
Родной язык населения по данным переписи 2001 года:
| Язык       | Численность, чел. | Доля     |
| ---------- | ----------------- | -------- |
| Украинский | 605               | 99,51 %  |
| Другое     | 3                 | 0,49 %   |
| Итого      | 608               | 100,00 % |

## История
- 1463 год — первое упоминание о селе.

## Объекты социальной сферы
- Школа I—III ст.